# Leonard Feeney
Leonard Feeney (Lynn, Massachusetts, 15 de febrero de 1897 - Ayer, Massachusetts, 30 de enero de 1978) fue un sacerdote estadounidense que siguió una interpretación de la doctrina católica extra ecclesiam nulla salus, o "fuera de la Iglesia no hay salvación", que niega el bautismo de sangre y el bautismo de deseo como "innovaciones heréticas" y estableciendo que todos los seres humanos no bautizados (en el sentido católico de bautismo) no eran salvados sino que se iban al Infierno. Fue oficialmente excomulgado en 1953 por el papa Pío XII por rehusar someterse a la autoridad eclesial, pero sus seguidores sostienen que la excomunión no fue válida debido a que no se siguió el procedimiento correcto para ello.

## Biografía
Era el mayor de cuatro hijos, tres hombres y una mujer. Todos los hombres se ordenaron sacerdotes. Ingresó al seminario a una edad temprana, ordenándose en 1927. Luego de su ordenación, estudió en la Universidad de Oxford por un tiempo. Al regresar a Estados Unidos enseñó en el Boston College.

## Conflictos
En julio de 1947 anunció su descubrimiento de la errónea interpretación de la doctrina. Pero contrario a la percepción común, los problemas del Padre Feeney no comenzaron con el descubrimiento de la doctrina. Ya existían problemas entre Feeney y su superior de los jesuitas, y entre St. Benedict Center y la Archidiócesis de Boston antes del tema de la EENS

### La autoridad de la Santa Sede
Se le ordenó, debido a su voto de obediencia, separarse de la abadía de San Benito y reportarse al “Holy Cross College" (Colegio de la Santa Cruz). Desobedeció, por lo que fue llamado por el Arzobispo de Boston, Richard Cushing, para someterse a su autoridad. Desobedeció. Como consecuencia fue llamado por la Sagrada Congregación del Santo Oficio para comparecer ante ella. Fue citado tres veces, y las tres veces desobedeció, pero debe no ser olvidado el hecho de que luego se reconcilió completamente con la Iglesia antes de su muerte sin cambiar su posición teológica.

### Reconciliación
En 1974 se reconcilió y fue absuelto de la excomunión por el Papa Pablo VI y por delegados especiales de la Santa Sede. Muchos de sus seguidores se reconciliaron a raíz de esto con sus diócesis locales. Podían seguir interpretando estrictamente la doctrina católica Extra Ecclesiam nulla salus, como una diversidad en la evaluación interpretación de EENS, de acuerdo con los oficiales diocesanos, debe, esta interpretación ser aceptada. La mayoría de los seguidores se adhieren a la Misa Tridentina bajo el indulto Ecclesia Dei de 1988.